# Список серій аніме «Проводжальниця Фрірен»
«Проводжальниця Фрірен» — аніме-телесеріал, заснований на однойменній серії манґи, написаної Канехіто Ямадою та проілюстрованої Цукасою Абе. Створено студією Madhouse і зрежисовано Кейічіро Сайто, зі сценаріями Томохіро Судзукі, дизайном персонажів від Рейко Наґасава та музикою, написаною Еваном Коллом.
Історія розповідає про ельфійську магиню Фрірен, колишню учасницю групи шукачів пригод, які перемогли Короля Демонів і відновили гармонію у світі після десятирічної подорожі. З роками Фрірен залишається незмінною через довге життя ельфів, тоді як інші старіють. Багато років після смерті героя Гіммеля Фрірен шкодує, що тримала колишніх товаришів на відстані і не пізнала їх краще під час їхньої пригоди. Дізнавшись про місце спочинку душ на крайньому півночі континенту, Фрірен вирушає в довгу подорож, щоб належно попрощатися з душею Гіммеля. У процесі Фрірен разом із новими супутниками простежує шлях до замку Короля Демонів, яким колись подорожувала її початкова група, що пробуджує в ній давні спогади.
Серіал дебютував двогодинним спеціальним випуском 29 вересня 2023 року в програмному блоці Kin'yō Road Show на каналі Nippon TV, ставши першим аніме-серіалом, що вийшов у цьому форматі. Пізніше епізоди почали виходити у новому програмному блоці Friday Anime Night на цьому каналі та його філіях, а завершився серіал 22 березня 2024 року. Для 4-серійної спеціальної прем'єрної трансляції завершальною темою є пісня «Bliss» у виконанні Мілет. Перша вступна пісня — «Yūsha» (яп. 勇者, досл. «Герой») у виконанні Yoasobi, а завершальна пісня «Anytime Anywhere» у виконанні Milet. Друга початкова пісня — «Sunny» (яп. 晴る, Haru) у виконанні Yorushika, тоді як друга завершальна пісня містить інший фрагмент пісні Мілета «Anytime Anywhere». Toho Animation зібрала епізоди в сім комплектів DVD і Blu-ray, які були випущені з 24 січня по 17 липня 2024 року. Серія з одинадцяти коротких епізодів під назвою «Фрірен: Похоронна магія Мару-Мару» (яп. 葬送のフリーレン ～●●まるまるの魔法～) виходила на YouTube-каналі Toho Animation, а також на офіційних сторінках аніме Фрірен у X (колишній Twitter) і TikTok з 11 жовтня 2023 року до 24 березня 2024 року.
28 вересня 2024 року було оголошено про продовження аніме-серіалу на другий сезон. Прем'єра запланована на січень 2026 року. 

## Огляд серій
| Сезон | Епізоди        | Епізоди        | Оригінальний показ | Оригінальний показ |
| Сезон | Епізоди        | Епізоди        | Перший показ       | Останній показ     |
| ----- | -------------- | -------------- | ------------------ | ------------------ |
| 1     | 28             | 28             | 29 вересня 2023    | 22 березня 2024    |
| 2     | Буде оголошено | Буде оголошено | січня 2026         | Буде оголошено     |

## Список серій
| № серії (загалом) | № серії (в сезоні) | Назва серії | Режисер(и)                                    | Розкадровка                                   | Оригінальна дата показу |
| --- | ------------------ | --- | --------------------------------------------- | --------------------------------------------- | ----------------------- |
| 1 | 1                  | «Кінець подорожі» Транслітерація: «Bōken no Owari» (яп. 冒険の終わり)                                                                  | Аяка Цудзі                                    | Кейічіро Сайто                                | 29 вересня 2023         |
| Після перемоги над Королем Демонів, герой Гіммель, жрець Гайтер, гном-воїн Айзен та ельфійка-маг Фрірен повертаються до столиці. Після параду вони спостерігають метеоритний дощ та обговорюють плани на майбутнє. Гіммель, Гайтер та Айзен готові завершити пригоди після десятирічного квесту. Фрірен, чиє життя значно довше, вважає десять років дуже коротким терміном і планує подорожувати та вивчати нові заклинання. На подив колег, вона обіцяє показати їм краще місце для спостереження наступного метеоритного дощу через 50 років. Фрірен дотримується слова і повертається через 50 років, щоб побачити що Гіммель та Гайтер постаріли, а Айзен став середнього віку. Тижнева подорож до місця Фрірен нагадує групі про їхні минулі пригоди. Герой Гіммель помирає від старості незабаром після експедиції. На його похороні Фрірен зі сльозами усвідомлює, що недостатньо добре його знала і вирішує якомога більше дізнатися про людей. Через 20 років вона відвідує Гайтера і дізнається, що він усиновив дев'ятирічну сироту Ферн. Гайтер, страждаючи від страху смерті у похилому віці, просить Фрірен дослідити магію продовження життя та навчати Ферн магії у вільний час. Вона погоджується, побачивши, що Ферн вже надзвичайно здібна, незважаючи на юний вік. |                    | |                                               |                                               |                         |
| 2 | 2                  | «Не обов'язково магія...» Транслітерація: «Betsuni Mahō Janakutatte…» (яп. 別に魔法じゃなくたって…)                                    | Томоя Кітагава                                | Томоя Кітагава                                | 29 вересня 2023         |
| Фрірен чотири роки навчає Ферн, перекладаючи стародавній гримуар про безсмертя. Гайтер слабшає і більше не може ходити. Ферн відмовляється відвідати його негайно, пояснюючи, що мусить постійно тренуватися, щоб стати магом до смерті Гайтера. Вона хоче показати йому свій прогрес як подяку за його втручання у її заплановане самогубство та усиновлення. Фрірен прискорює переклад; гримуар не розкриває нічого про продовження життя. Гайтер зізнається, що використав цю перспективу, щоб Фрірен залишилася навчати Ферн. Ферн нарешті опановує атакуюче заклинання і Гайтер помирає. Вона приєднується до Фрірен у її подорожах, щоб продовжувати навчання. Вони використовують магію для легкого виконання буденних завдань для містян, особливо в обмін на документи про магію. Під час звичайного прибирання статуї героя Гіммеля, Фрірен вирішує прикрасити її його улюбленою квіткою. Квітка, здається, вимерла в регіоні і вони витрачають шість місяців на її пошуки. Ферн здивована та розчарована відданістю Фрірен, здавалося б, незначному косметичному завданню. Розмірковуючи про свою мотивацію та дружбу з Гіммелем, Фрірен знаходить живу квітку в запасах насіння гризуна, що дозволяє їй створити ціле поле таких квітів на його згадку. Ферн розуміє, що важливо мати пристрасть, будь то до магії чи чогось іншого. |                    | |                                               |                                               |                         |
| 3 | 3                  | «Вбивча магія» Транслітерація: «Hito o Korosu Mahō» (яп. 人を殺す魔法)                                                                 | Даікі Харашіна                                | Даікі Харашіна                                | 29 вересня 2023         |
| Ферн помічає підозрілу поведінку Фрірен і слідкує за нею до кількох незвичайних та небезпечних крамниць. Фрірен зізнається, що, незважаючи на зусилля, майже нічого не дізналася про Ферн і намагалася придумати подарунок на її день народження. Ферн радіє, знаючи, що Фрірен хоча б намагалася дізнатися про неї. Фрірен вирішує знову відвідати місця, де вона була з Гіммелем, Гайтером та Айзеном. Перше місце — село, де Фрірен запечатала Кваля, Демона Розкладання. Печатка скоро зламається, тому Фрірен мусить перемогти Кваля. Вона здивована, дізнавшись, що Гіммель перевіряв печатку щороку до своєї смерті і завжди був впевнений, що Фрірен прийде до її руйнування. Фрірен розповідає, що Кваль винайшов вбивче заклинання, яке обходило всі бар'єри та броню, щоб вразити тіло безпосередньо і було настільки потужним на той час, що вона могла лише запечатати його, а не знищити. Кваля звільнено, але Фрірен показує, що за вісімдесят років його сну людські маги вивчили та реконструювали його заклинання, що дозволило їм розробити нові захисні заклинання, щоб його блокувати. Не маючи змоги завдати їм шкоди, Кваля легко вбивають, коли Фрірен використовує його власне заклинання проти нього, яке він не вміє блокувати. Фрірен розуміє, що старійшина села — це хлопчик, якого вона зустріла в селі вісімдесят років тому, що викликає у неї теплі спогади про Гіммеля. Ферн також зазначає, що Гіммель, мабуть, глибоко довіряв Фрірен, щоб бути настільки впевненим у її поверненні, щоб розправитися з Квалем. |                    | |                                               |                                               |                         |
| 4 | 4                  | «Земля, де спочивають душі» Транслітерація: «Tamashii no Nemuru Chi» (яп. 魂の眠る地)                                                  | Кенто Мацуї                                   | Йошіакі Кавадзірі                             | 29 вересня 2023         |
| В обмін на прибирання пляжу Фрірен отримує гримуар, написаний відомою чарівницею Фламме, хоча він і фальшивий. Роботу закінчують до Нового року, коли місцеві традиційно спостерігають за сходом сонця. Фрірен, відома соня, пропустила схід сонця під час свого останнього візиту, засмутивши друзів. Цього разу вона встигає, але знаходить схід сонця нудним, доки не бачить, як Ферн насолоджується і розуміє, чому її пропуск минулого разу засмутив усіх — вони мали піти разом. Потім вони відвідують дім Айзена, якого не бачили тридцять років. Він просить допомогти знайти справжній гримуар Фламме у басейні Волл, оскільки Фламме нібито знайшла спосіб розмовляти з мертвими і він вважає, що Фрірен буде корисно поговорити з Гіммелем ще раз. Фрірен згадує, що Фламме була її людською наставницею 1000 років тому, яка наказала їй знайти свій дім, якщо вона коли-небудь відчує жаль і захоче поговорити з мертвими. Фрірен знаходить справжній гримуар Фламме, який описує, куди йдуть усі душі — Ауреоль, у найпівнічнішій точці континенту, де розташований замок Короля Демонів. Дорогою додому Айзен радіє, що Фрірен вчиться піклуватися про людей і є хорошою вчителькою для Ферн. Фрірен просить Айзена супроводжувати їх до Ауреоля, але Айзен відмовляється, посилаючись на те, що в старості він їх затримає. Однак Айзен також нагадує їм, що їхня перша подорож до замку Короля Демонів тривала десять років, що Фрірен визнає. |                    | |                                               |                                               |                         |
| 5 | 5                  | «Привиди мертвих» Транслітерація: «Shisha no Gen'ei» (яп. 死者の幻影)                                                                  | Кота Морі                                     | Кенічі Шімізу                                 | 6 жовтня 2023           |
| Фрірен визнає, що десять років — це, можливо, десята частина життя Ферн, але Ферн вирішує йти за нею. Невдовзі після початку подорожі вони потрапляють у село, де кілька людей зникли після того, як побачили привидів своїх померлих родичів. Фрірен підозрює Ейнзама, монстра, який заманює жертв ілюзорною магією. Ілюзії легко знищити атакуючою магією, але оскільки це передбачає напад на привидів людей, яких вони любили, навіть досвідчені воїни не можуть дати відсіч і стають його здобиччю. Ферн ледь не потрапляє в пастку привида Гайтера, але Фрірен легко стріляє в привида Гіммеля, викриваючи Ейнзама, щоб Ферн могла його знищити. Продовжуючи подорож, Фрірен вирішує вбити дракона, щоб забрати гримуар з його гнізда. Для цього потрібен сильний воїн, тому вони розшукують Штарка, одного з учнів Айзена, який колись переміг дракона в змаганні поглядами і тепер живе неподалік. Штарк зізнається, що ніколи раніше не вбивав монстрів і виграв знаменитий конкурс поглядів лише тому, що замер від страху. Фрірен дає йому час до ранку, щоб вирішити, чи допомагати. Ферн сумнівається в його здібностях, але Фрірен впевнена, оскільки, завдяки навчанню Айзена, Штарк володіє силою, щоб розрубати тверду скелю своєю сокирою. |                    | |                                               |                                               |                         |
| 6 | 6                  | «Герой села» Транслітерація: «Mura no Eiyū» (яп. 村の英雄)                                                                             | Тору Івазава                                  | Тору Івазава                                  | 13 жовтня 2023          |
| Штарк зізнається, що хоч він і достатньо сильний, щоб битися з драконом, але занадто боїться. Ферн підбадьорює Штарка, кажучи, що йому потрібна лише рішучість. Наступного дня Штарк неохоче погоджується відволікти дракона, хоча все ще боїться. Однак Фрірен зазначає, що Айзен також завжди боявся перед великою битвою. Потім Штарк вступає в бій з драконом і вбиває його без допомоги Фрірен і Ферн. Фрірен забирає гримуар і Штарк погоджується супроводжувати її в подорожі. Тріо вирушає на північ до міста Вааль, але дізнається, що контрольно-пропускний пункт закритий через збільшення активності монстрів у північних землях. Фрірен задоволена тим, що залишається в місті, щоб продовжити свої магічні дослідження, але Ферн і Штарк починають хвилюватися, дізнавшись, що на відкриття пропускного пункту може знадобитися до двох років. Штарк розповідає Ферн, що хоче вирушити в пригоду, щоб повернутися до Айзена і розповісти йому свої історії. На щастя, кастелян міста впізнає Фрірен і, вважаючи, що вона вирушила на північ, щоб заспокоїти монстрів, охоче відкриває для неї пропускний пункт. Фрірен та її групі влаштовують урочисті проводи героїв, що бентежить Фрірен, але Ферн і Штарк радіють, що це знаменує офіційний початок їхньої пригоди. |                    | |                                               |                                               |                         |
| 7 | 7                  | «Мов казка» Транслітерація: «Otogibanashi no Yō na Mono» (яп. おとぎ話のようなもの)                                                    | Кейсуке Кодзіма                               | Наото Учіда & Кейсуке Кодзіма                 | 20 жовтня 2023          |
| Фрірен та її група продовжують подорожувати на північ і Фрірен пояснює, що раса ельфів занепадає, оскільки через їхнє довге життя вони занадто апатичні, щоб навіть розмножуватися. Вони проходять повз інше село зі статуями її та її першої групи, де святкують «День Визволення». Фрірен згадує, як Гіммель наполягав, щоб група залишила після себе статуї, як нагадування для Фрірен про те, що вони справді існували, а не були просто казками. Прямуючи до іншого міста, Фрірен помічає демонів і намагається напасти на них, але її заарештовують міські вартові за загрозу мирним посланцям. Ферн і Штарк відвідують Фрірен у в'язниці та розповідають, що один із лейтенантів Короля Демонів, Аура, нещодавно відновила свою силу і вже 28 років веде війну проти міста, що змусило обидві сторони розпочати мирні переговори. Однак Фрірен з власного досвіду попереджає, що з демонами неможливо домовитися, оскільки вони вивчають людську мову лише для того, щоб обманювати людей. Як і передбачала Фрірен, демон-мирний посланець на чолі з Люгнером просто намагається обманом змусити місто опустити свій бар'єр, щоб Аура могла знищити його своєю армією. Однак один із його слуг, Драт, прямує до в'язниці, щоб убити Фрірен, але вона попереджає його, що набагато сильніша за Ауру. |                    | |                                               |                                               |                         |
| 8 | 8                  | «Фрірен-вбивця» Транслітерація: «Sōsō no Furīren» (яп. 葬送のフリーレン)                                                               | Томоя Кітагава                                | Томоя Кітагава                                | 27 жовтня 2023          |
| Драт ігнорує попередження Фрірен і нападає на неї, але вона легко вбиває його та тікає з в'язниці. Граф міста, Гранат, починає підозрювати зникнення Драта та втечу Фрірен і протистоїть Люгнеру. Після викриття його задуму Люгнер захоплює Граната, маючи намір змусити його відключити міський бар'єр. Тим часом Ферн і Штарк домовляються попередити Граната про Люгнера, коли зустрінуть Фрірен. Фрірен відмовляється допомагати їм проти Люгнера, будучи впевненою, що вони достатньо сильні, щоб перемогти його. Замість цього Фрірен іде протистояти Аурі, яка чекає за містом зі своєю армією. Тієї ночі Ферн і Штарк проникають до фортеці та разом серйозно ранять Люгнера. Оскільки Гранат тяжко поранений, двоє авантюристів вирішують врятувати його та відступити. Загоюючи рану, Люгнер нарешті розуміє, що Фрірен у місті. Він згадує, що Фрірен також прозвали «Фрірен-вбивця» за те, що вона вбила більше демонів, ніж будь-хто інший в історії. За містом Фрірен віч-на-віч зустрічається з Аурою. |                    | |                                               |                                               |                         |
| 9 | 9                  | «Аура-гільйотина» Транслітерація: «Dantōdai no Aura» (яп. 断頭台のアウラ)                                                              | Кокі Фудзімото                                | Кокі Фудзімото                                | 3 листопада 2023        |
| Ферн і Штарк доставляють Граната в безпечне місце у міській церкві, де він попереджає, що козирною картою Аури є магічний артефакт під назвою Терези Покори, які вимірюють кількість мани в неї та її супротивника. Той, хто має більшу кількість мани, може домінувати над переможеним, саме так вона створила армію маріонеток. Фрірен знищує частину маріонеток Аури і, бачачи, що вона все ще не розуміє людства, робить висновок, що може вбити її як монстра. У місті Люгнер та його помічниця Ліні влаштовують засідку на Ферн і Штарка. Хоча спочатку демони мають перевагу, Штарк розуміє, що Ліні скопіювала бойовий стиль Айзена, спостерігаючи за ним у битві, але їй не вистачає сили, щоб виконувати його рухи зі смертельною силою і використовує це на свою користь, навмисно приймаючи удар її сокири, щоб завдати їй смертельного удару. Ферн перехоплює ініціативу, використовуючи свою головну перевагу — здатність накладати заклинання швидше, ніж навіть Фрірен, зрештою долаючи захист Люгнера та вбиваючи його. |                    | |                                               |                                               |                         |
| 10 | 10                 | «Потужна чарівниця» Транслітерація: «Tsuyoi Mahōtsukai» (яп. 強い魔法使い)                                                             | Нобухіде Карія & Казумаса Ісогава             | Нобухіде Карія                                | 10 листопада 2023       |
| Смертельно поранений Люгнер розмірковує, як Ферн така сильна, аж поки не усвідомлює, що вона пригнічувала свою ману, щоб здаватися слабшою, ніж є насправді, що вважається табу серед чаклунів-демонів. Потім Ферн добиває Люгнера. У спогаді тисячолітньої давнини Фламме натрапляє на зруйноване ельфійське село і знаходить Фрірен єдиною, хто вижив, зумівши вбити генерала демонів, який напав на неї. Фламме вирішує взяти Фрірен у свою ученицю і навчає її нескінченно пригнічувати свою ману. Вона також вчить Фрірен боротися з демонами. Оскільки демони пишаються своєю магією та впевнені в ній і не здатні пригнічувати власну ману, Фламме пояснює, що, пригнічуючи свою ману, вони можуть обманом створити у демонів хибне відчуття безпеки, де їх можна знищити раптовою атакою. Остання настанова Фламме до Фрірен — продовжувати тренуватися і пригнічувати свою ману та жити непомітно, доки вона не стане достатньо сильною, щоб перемогти Короля Демонів. Тисячу років потому Гіммель та його група розшукують Фрірен і намагаються завербувати її. Побачивши, що Гіммель інстинктивно відчуває її справжню силу, Фрірен вирішує приєднатися до них. У теперішньому часі Аура використовує Терези Покори, але жахається, коли Фрірен демонструє справжній рівень своєї мани. Аура підкоряється Фрірен і вона змушена обезголовити себе за наказом Фрірен. |                    | |                                               |                                               |                         |
| 11 | 11                 | «Зима в північних землях» Транслітерація: «Kitagawa Shokoku no Fuyu» (яп. 北側諸国の冬)                                                | Кенто Мацуї & Куніо Фудзій                    | Кейічіро Сайто                                | 17 листопада 2023       |
| Віддавши належну шану жертвам Аури та насолодившись гостинністю Граната, Фрірен та її група продовжують свою подорож, але планують завітати до Ейсерста, великого магічного міста в північних землях, щоб отримати сертифікат мага першого класу, який дозволить їм подорожувати Північним плато. Однак дорогою вони губляться у хуртовині біля підніжжя гір Швер і Штарк починає страждати від гіпотермії. На щастя, вони знаходять аварійну хатину та зустрічають ельфійського ченця на ім'я Крафт. Фрірен та її група залишаються з Крафтом у хатині на шість місяців, щоб пережити зиму. Потім Крафт зізнається Фрірен, що вирішив поклонятися Богині, оскільки після смерті всіх його старих друзів та забуття його досягнень лише вона зможе згадати його вчинки та похвалити його, коли він нарешті потрапить до раю. Потім він запитує про минуле Фрірен, пропонуючи похвалити її замість Богині. Це викликає спогад, коли Гайтер сказав Фрірен ті самі слова і вона відхиляє пропозицію Крафта, заявляючи, що її вже хтось хвалив. Крафт радить Фрірен цінувати своїх друзів та супутників перед тим, як попрощатися з нею та її групою. |                    | |                                               |                                               |                         |
| 12 | 12                 | «Справжній герой» Транслітерація: «Honmono no Yūsha» (яп. 本物の勇者)                                                                  | Йошікі Кавасакі                               | Йошікі Кавасакі                               | 24 листопада 2023       |
| Дорогою до Ейсерста Фрірен та її група зупиняються біля Села Меча, місця спочинку легендарного Меча Героя, щоб Фрірен могла виконати свій обов'язок регулярно винищувати монстрів, яких приваблює Меч. Штарк бачить Меч Героя, все ще встромлений у камінь і дивується, бо йому розповідали історії, що Гіммель успішно витягнув Меч із каменю. Фрірен зауважує, що Гіммелю не вдалося витягнути меч, але згодом історії стверджували протилежне. Потім вона згадує, як Гіммель зовсім не засмутився, просто сказавши, що доведе, що він герой, перемігши Короля Демонів без Меча. Потім група прямує до наступного міста, де Ферн дізнається, що у Штарка вісімнадцятий день народження, тому вона питає, який подарунок він хотів би. Штарк розповідає, що не звик отримувати подарунки, бо в його родині воїнів їх ніколи не святкували, вважаючи його невдахою за боягузтво, особливо коли він втік під час нападу монстра на їхнє село. Ферн запевняє його, що вона та Фрірен подбають про те, щоб він не втік і допомагає йому купити срібний браслет. Повернувшись до готелю, Фрірен приготувала гамбургські стейки, які Айзен завжди традиційно готував на дні народження. Фрірен розповідає Штарку, що в культурах воїнів гамбургський стейк дають тим, кого визнають такими, що докладають усіх зусиль. Це викликає спогад про те, як його старший брат Штольц таємно готував йому гамбургський стейк на день народження, а також про те, як він наказав Штарку втекти з села, щоб той вижив. Тоді Штарк відчуває певне завершення, розуміючи, що його брат справді любив його. |                    | |                                               |                                               |                         |
| 13 | 13                 | «Відраза до свого роду» Транслітерація: «Dōzoku Ken'o» (яп. 同族嫌悪)                                                                  | Такахіро Наторі                               | Йошіакі Кавадзірі                             | 1 грудня 2023           |
| Фрірен рятує Сеіна, місцевого священика, з болота, а Сеін віддячує, вилікувавши Штарка після укусу отруйної змії. Брат Сеіна розповідає, що Сеін має природний талант до цілющих заклинань і просить Фрірен підштовхнути Сеіна стати авантюристом — мрією його дитинства, до якої він з часом втратив інтерес, що призвело до того, що десять років тому він відмовив своєму найкращому другу. Фрірен зацікавлюється Сеіном, оскільки його апатія нагадує їй власну апатію до того, як Гіммель завербував її. Бажаючи врятувати Сеіна від його апатії, Фрірен бере на себе завдання переконати Сеіна стати авантюристом. Сеін нарешті зізнається, що причиною, чому він не покинув село, було те, що він знав, що його брат відмовився від можливості переїхати до Святого Міста, щоб не розлучати Сеіна з рідним містом. Однак брат Сеіна б'є його по обличчю і зазначає, що він ніколи не шкодував про свої рішення, а Сеін явно шкодує. Це нарешті переконує Сеіна приєднатися до групи Фрірен, доки він не зможе знайти свого друга. |                    | |                                               |                                               |                         |
| 14 | 14                 | «Привілей молодих» Транслітерація: «Wakamono no Tokken» (яп. 若者の特権)                                                               | Шінья Ійно                                    | Шінья Ійно                                    | 8 грудня 2023           |
| Діставшись наступного міста, Ферн і Штарк сваряться через те, що Штарк не зміг купити подарунок Ферн на день народження. Сеін радить Ферн, що від такого юнака, як Штарк, не можна очікувати, що він усе пам'ятатиме і їй слід ставитися до нього менш суворо та бути чеснішою у своїх почуттях. Ферн намагається вибачитися перед Штарком, але він вибачається першим, зізнаючись, що хотів вибрати подарунок для Ферн разом з нею, але занадто нервував, щоб це зробити. Поки Штарк купує новий браслет для Ферн, Фрірен хвалить Сеіна за те, що він «справжній дорослий», як Гайтер. Дорогою до наступного села Фрірен зауважує, що браслет, який Штарк купив для Ферн, має схожий дизайн на каблучку, яку колись купив їй Гіммель. Раптом на їхній віз нападає летючий монстр і хоча Фрірен вдається його вбити, каблучка губиться в метушні. Поки група зосереджується на ремонті воза, Сеін зазначає, що дизайн на браслеті та каблучці — це дзеркальний лотос, який мовою квітів символізує «вічне кохання». Штарку ніяково від того, що він купив щось із таким інтимним підтекстом, але Ферн це не бентежить. Фрірен шукає свою каблучку і торговець, якому вони допомагають, дає їй заклинання, яке може знаходити загублені прикраси. Після того, як Фрірен знаходить свою каблучку, вона згадує час, коли Гіммель її купив. Спочатку вона сама обрала каблучку, але озираючись назад, вона розуміє, що Гіммель знав про її прихований сенс і граційно надів її їй на палець, ніби освідчуючись. |                    | |                                               |                                               |                         |
| 15 | 15                 | «Пахне бідою» Транслітерація: «Yakkaigoto no Nioi» (яп. 厄介事の匂い)                                                                  | Моріо Асака, Казумаса Ісогава & Ідзумі Сегучі | Ідзумі Сегучі                                 | 15 грудня 2023          |
| Фрірен та її група прибувають до села і виявляють, що монстр наклав на його мешканців прокляття сну. Ферн, Штарк і навіть Фрірен піддаються прокляттю і лише Сеін, як священик, має опір до проклять. Сеіну вдається розбудити Фрірен настільки, щоб вона вбила монстра, хоча він і хвилювався, що непорозуміння може погіршити ситуацію. Пізніше Фрірен та її група дістаються міста Воріг, перевалочного пункту до Ейсерста. Саме тоді дворянин на ім'я Орден бачить Штарка і просить його видати себе за свого загиблого сина Вірта під час майбутнього вечора, щоб підтримувати моральний дух серед людей, яким сказали, що Вірт живий після нещодавньої битви і одужує. Спочатку Фрірен відмовляється, але оскільки у них закінчуються гроші, вона погоджується, коли Орден пропонує заплатити їм золотом, а також дати гримуар. Штарк, а згодом і Ферн, повинні вивчити належний етикет перед майбутнім вечором. Обоє успішно виконують свої ролі на вечорі і він завершується без проблем. Потім Орден пропонує Штарку залишитися у Ворігу, але Штарк відмовляється, зазначаючи, що він не може бути заміною Вірту, а Орден не може бути заміною його батькові. Він також хоче зрештою повернутися до Айзена, щоб розповісти йому про свою пригоду. Поки Фрірен вибирає потрібний їй гримуар, Штарк, Ферн і Сеін спостерігають, як Орден тренує свого другого сина Мута. |                    | |                                               |                                               |                         |
| 16 | 16                 | «Довгожителі-друзі» Транслітерація: «Chōju Tomodachi» (яп. 長寿友達)                                                                   | Кота Морі                                     | Кота Морі                                     | 22 грудня 2023          |
| Фрірен вирішує завітати до села, щоб відвідати одного зі своїх старих друзів, літнього гнома на ім'я Старий Волл, який заприсягнувся захищати село в пам'ять про свою померлу дружину-людину. Старий Волл радіє візиту Фрірен і проводить наступний тиждень, розмовляючи з нею та тренуючи Штарка. Однак Фрірен помічає, що Старий Волл стає все більш старечим у своєму похилому віці і обіцяє зберегти його пам'ять у майбутньому, як вона зберігає пам'ять про Гіммеля, Гайтера та Айзена. Фрірен та її група продовжують свій шлях до Ейсерста, доки Сеін не зупиняється на останньому перехресті перед містом, запитуючи в місцевому селі, чи не бачили вони його друга, на прізвисько Воїн-Горила. Єдина людина, яка пам'ятає, куди пішов Воїн-Горила, — це вперта стара жінка, яка змушує групу виконати для неї кілька доручень, останнім з яких є очищення статуй пари забутих героїв. Фрірен впізнає одну зі статуй як Крафта, а Сеін згадує, що ідентична пара статуй свого часу надихнула його та Воїна-Горилу стати авантюристами. Потім Сеін дізнається, що Воїн-Горила пішов в іншому напрямку від Ейсерста, що ставить його перед дилемою: піти його слідами чи продовжувати подорожувати з групою Фрірен. |                    | |                                               |                                               |                         |
| 17 | 17                 | «Бережи себе» Транслітерація: «Jā Genki de» (яп. じゃあ元気で)                                                                         | Таку Кімура & Харука Ютоку                    | Йошіакі Кавадзірі                             | 5 січня 2024            |
| Поки Сеін розмірковує, група залишається в селі, але їхній від'їзд затримує снігова буря, яка тримає їх у селі цілий місяць. За цей час Ферн сердиться на Штарка і Сеін дізнається, що це сталося тому, що Штарк випадково занадто сильно схопив її за плече, налякавши її. Сеін переконує їх помиритися і після того, як буря вщухає, він покидає групу, щоб шукати Воїна-Горилу, а Фрірен та інші вирушають до Ейсерста. Дорогою туди Ферн хворіє і вони зупиняються в невеликому селі, щоб її вилікувати. З цієї нагоди Фрірен розповідає Штарку, що зазвичай бере Ферн за руку, коли вона хвора, щоб підтримати її емоційно і згадує, як Гіммель робив те саме для неї, коли вона подорожувала з ним. Після того, як Ферн одужує, група нарешті прибуває до Ейсерста вчасно, щоб Фрірен та Ферн склали іспит на мага першого класу. |                    | |                                               |                                               |                         |
| 18 | 18                 | «Іспит на мага першого класу» Транслітерація: «Ikkyū Mahōtsukai Senbatsu Shiken» (яп. 一級魔法使い選抜試験)                            | Кен Андо                                      | Томоя Кітагава                                | 12 січня 2024           |
| Дорогою до Ейсерста Ферн і Фрірен обговорюють рідкість магів першого класу та складність отримання відповідного сертифіката. Ферн невпевнена, що зможе скласти іспит, але Фрірен запевняє її, що кількість мани — не головне і що вона сама одинадцять разів програвала людям з меншою кількістю мани, ніж у неї. Тим часом до чарівниці на ім'я Юбель підходять троє бандитів, вона дражнить їх, сподіваючись на бійку, але Крафт втручається і відбиває їх. Крафт каже Юбель, що захищав бандитів від неї, оскільки знає, що вона вбила кількох бандитів. Юбель представляється йому і вони розходяться. Ферн і Фрірен прибувають до асоціації та реєструються на іспит першого класу. Після двомісячної підготовки вони складають іспит. Фрірен потрапляє в команду з Лавіною та Канне, які є подругами дитинства та суперницями, а Ферн — з Юбель. Перше випробування іспиту — зловити Штілле, але це виявляється непростим завданням, оскільки птах рухається швидше за звук. Фрірен не знає, як його зловити, через постійні сварки Лавіни та Канне, але вона помічає, що, незважаючи на це, вони демонструють майже бездоганну командну роботу. Після того, як Фрірен рятує Канне від монстра, та зізнається, що хоч їй і не подобається Лавіна, вона залишається з нею, бо Лавіна спонукає її вдосконалюватися. Потім Канне згадує дещо, що вона помітила в поведінці Штілле, що допомагає Фрірен придумати план його захоплення. |                    | |                                               |                                               |                         |
| 19 | 19                 | «Добре продумані плани» Транслітерація: «Nyūnen na Keikaku» (яп. 入念な計画)                                                           | Фуміє Мурой                                   | Фуміє Мурой                                   | 19 січня 2024           |
| Ферн та її група, що складається з Юбель та Ланда, ловлять Штілле і вирішують залягти на дно через загрозу з боку інших магів, які можуть захотіти вкрасти їхнього птаха. Після обговорення з Канне та Лавіною, Фрірен розробляє план. Вони вирішують заморозити озеро на території випробувань, одночасно наповнюючи менші водойми маною. Оскільки Штілле дуже чутливі до мани, залишення однієї незабрудненої водойми гарантує, що Штілле злетяться до неї, коли захочуть пити. Тим часом група Денкена спостерігає за замерзанням води, яке здійснила Лавіна. Денкен розуміє, що група Фрірен щось задумала і вирішує переслідувати їх, щоб вкрасти їхнього Штілле. Інша група, що складається з Ере, Вірбеля та Шрафа, влаштовує засідку на групу Ферн, коли ті намагаються знайти воду і між двома групами починається бійка за спійманого Штілле. Під час цієї бійки Фрірен пригнічує свою ману біля незабрудненої водойми і їй вдається спіймати необережного Штілле. Група Денкена виявляє її магію і влаштовує засідку на групу Фрірен, намагаючись забрати їхнього Штілле. |                    | |                                               |                                               |                         |
| 20 | 20                 | «Необхідне вбивство» Транслітерація: «Hitsuyō na Koroshi» (яп. 必要な殺し)                                                             | Йошікі Кавасакі                               | Йошікі Кавасакі                               | 26 січня 2024           |
| Битва між командою Ферн та командою Вірбеля триває. Ферн перемагає Ере, засипаючи її швидкою серією звичайної атакуючої магії. Ере зауважує, що магія Ферн абсолютно позбавлена характеру. Юбель зв'язує та перемагає Вірбель. Однак вагання Вірбеля вбити її одразу дозволяє Ферн вчасно прибути та врятувати Юбель. Ланд легко перемагає Шрафа, використовуючи ілюзорну магію. Вірбель збирає своїх переможених товаришів по команді та розповідає про свою мотивацію боротьби з демонами. Він розкриває свою історію, пояснюючи, що бореться з демонами, щоб вразити дівчину, яку кохав у рідному місті. Їхній команді вдається залишатися в іспиті, оскільки Вірбелю випадково трапляється Штілле і він ловить його своєю зв'язуючою магією. Лауфен краде Штілле команди Фрірен за допомогою надшвидкого заклинання переміщення. Тим часом залишок команди Денкена наближається до команди Фрірен, поки Лауфен тікає. Денкен розкриває, що знає, що Фрірен — та сама легендарна чарівниця з партії героя. Ріхтер розділяє команду Фрірен і заявляє, що вб'є або Лавіну, або Канне, щоб команда Фрірен не змогла пройти далі в іспиті. Денкен каже Ріхтеру стриматися, якщо це абсолютно необхідно, оскільки звання мага першого класу не варте вбивства, однак Ріхтер не погоджується і говорить про привілеї, які дає це звання. Зокрема, Серіє, лідер Континентальної Асоціації Магів, пообіцяла, що кожен, хто досягне звання мага першого класу, отримає будь-яке заклинання, яке він попросить у неї, якщо вона зможе його надати. Після обміну словами обидві команди починають битву. |                    | |                                               |                                               |                         |
| 21 | 21                 | «Світ магії» Транслітерація: «Mahō no Sekai» (яп. 魔法の世界)                                                                          | Кота Морі                                     | Кота Морі & Кейічіро Сайто                    | 2 лютого 2024           |
| Тисячу років тому Фламме знайомить Фрірен зі Серіє, яка була її наставницею. Серіє пропонує Фрірен будь-яке заклинання, але Фрірен відмовляється, заявляючи, що найкраще в магії — це її пізнання. Серіє критикує очевидну відсутність амбіцій у Фрірен, але Фламме твердо заявляє, що саме Фрірен переможе Короля Демонів. Це тому, що Фрірен може уявити собі мирну епоху, на відміну від неї самої чи Серіє. У теперішньому часі команди Фрірен та Денкена вступають у бій. Лавіна та Канне роблять усе можливе, щоб перемогти, але різниця в мані порівняно з Ріхтером занадто велика і він зв'язує їх, кажучи, що пощадить їх, якщо Денкен виграє свій бій. Денкен використовує магію високого рівня, щоб перевершити Фрірен, але вона швидко реагує і перемагає його магічним вибухом ближнього бою. Фрірен виманює Лауфен на відкрите місце, погрожуючи вбити Денкена. Коли Лауфен атакує, Фрірен перехоплює її та повертає Штілле. Зв'язавши обох, Денкен розповідає, що хоче стати магом першого класу, щоб повернутися до свого рідного міста, розташованого глибоко в Північному плато. Усвідомлюючи, що Ріхтер, ймовірно, вб'є Канне та Лавіну через поразку Денкена, Фрірен вирішує зруйнувати бар'єр Серіє, шокуючи екзаменаторів. Після руйнування бар'єру на екзаменаційну територію падає дощ і Канне використовує свою магію води, щоб перемогти Ріхтера. Команда Ферн ховається в печері, а Ланд попереджає їх, що вони будуть суперниками на другому іспиті. Коли команда Фрірен йде, команда Денкена звільняється від пут і знаходить ослаблену групу, щоб напасти та вкрасти у неї Штілле. Перший іспит завершується і показують шість успішних команд. Екзаменатори вітають їх і оголошують перерву перед наступним іспитом, який відбудеться через три дні. Тим часом Штарк чекає на повернення Фрірен та Ферн у таверні. |                    | |                                               |                                               |                         |
| 22 | 22                 | «Майбутні вороги» Транслітерація: «Tsugi kara wa Katakidōshi» (яп. 次からは敵同士)                                                     | Такахіро Наторі                               | Такахіро Наторі                               | 9 лютого 2024           |
| Фрірен і Ферн повертаються до свого житла. Ферн сварить Штарка за те, що він п'є і засиджується допізна. Фрірен пропонує покращити настрій Ферн, запросивши її на вечерю до ресторану, який вона відвідувала 80 років тому. Ріхтер зустрічає Денкена та Лауфен біля своєї крамниці і вони запитують у нього дорогу до ресторану, який колись відвідував Денкен. До Ланда підходить Юбель і пояснює, що може копіювати магію, якщо відчуває емпатію до того, хто її застосував. Юбель демонструє це, зв'язуючи Ланда заклинанням Вірбеля і намагається допитати його, щоб вкрасти його магію клонування, але він переконує її, що це безглуздо. Група Денкена знаходить ресторан, який шукала і зустрічає групу Фрірен, а також Ланда та Юбель, але вони вирішують зосередитися на власній трапезі. У спогаді показано, як Гіммель та його група їдять у цьому закладі, а шеф-кухар запевняє, що його ресторан завжди буде винятковим і використовуватиме ті самі смаки. У теперішньому часі Фрірен зауважує, що їжа не залишилася такою самою, а стала набагато смачнішою, ніж у минулому. Наступного ранку Штарку доводиться бути посередником у суперечці між Фрірен та Ферн і вони йдуть за перекусками. Лавіна та Канне проводять день разом у місті та зустрічають Штарка та інших у пекарні. Коли вони йдуть разом великою групою, до Штарка підходить Вірбель і вербує його для виконання запиту на полювання на монстрів від магічної асоціації. В готелі Лавіна та Канне передають Фрірен випічку, щоб подякувати їй за допомогу у проходженні першого іспиту. Фрірен згадує, як Гіммель сказав їй, що став героєм тому, що навіть невелика зміна в житті людини змусить її пам'ятати його ще довго після його смерті. Поки Фрірен та інші розмовляють, вони отримують повідомлення про другий іспит. Лавіна та Канне засмучуються, побачивши, що Сенс буде проводити іспит, оскільки нікому ніколи не вдавалося пройти її випробування. |                    | |                                               |                                               |                         |
| 23 | 23                 | «Підкорення лабіринту» Транслітерація: «Danjon Kōryaku» (яп. 迷宮攻略)                                                                 | Казумаса Ісогава                              | Юсуке Кубо                                    | 16 лютого 2024          |
| Сенс вітає 18 осіб, які пройшли перший іспит і переходить до опису умов другого іспиту. Щоб пройти іспит, екзаменовані повинні дістатися дна підземелля «Руїни Королівської Гробниці». Сенс, пацифістка, яка ненавидить бої, заявляє, що всі, хто досягне дна, пройдуть іспит. Вона також роздає пляшки, які, якщо їх розбити, викличуть голема, що допоможе магу втекти з підземелля, але їх використання автоматично призведе до провалу для мага, який їх застосує, що робить їх крайнім заходом. Крім того, пляшки автоматично розіб'ються на світанку наступного дня, що є часовим лімітом для іспиту. Один з екзаменованих зазначає, що жодна група авантюристів ніколи успішно не проходила це підземелля, але Сенс відповідає, що маг першого класу повинен впоратися з цим завданням. Денкен пропонує всім екзаменованим об'єднатися, щоб пройти підземелля, але всі вони залишаються недовірливими один до одного і розходяться окремими групами. Сенс вирішує слідувати за Фрірен та Ферн і, незважаючи на те, що Фрірен кілька разів потрапляє в пастки міміків, вони просуваються глибоко в підземелля. Фрірен згадує, що навчилася добре досліджувати підземелля завдяки любові Гіммеля до них. Сенс запитує, яка мотивація Ферн бути магом, оскільки вона не відчуває в ній жодної амбіції та рішучості і Ферн відповідає, що їй подобається бачити Фрірен щасливою. Тим часом обидві групи Вірбеля та Денкена зустрічають своїх двійників, які можуть ідеально копіювати їхню магію та бойові стилі. Групі Денкена вдається перемогти двійника Лауфен, але після цього вони зустрічають двійника Фрірен. |                    | |                                               |                                               |                         |
| 24 | 24                 | «Ідеальні копії» Транслітерація: «Kanpeki na Fukuseitai» (яп. 完璧な複製体)                                                            | Хаято Какінокіда                              | Даікі Харашіна                                | 23 лютого 2024          |
| З'ясовується, що в підземеллі мешкає істота, відома як Шпігель, яка може читати спогади тих, хто входить до підземелля і використовувати цю інформацію для створення ідеальних копій мандрівників. Група Денкена намагається протистояти копії Фрірен, але змушена відступити. Юбель і Ланд потрапляють у пастку копії Юбель. Вони успішно співпрацюють, щоб знищити її, причому Юбель правильно передбачає, що Ланд втрутиться, щоб врятувати її заради нього. Досліджуючи підземелля, Фрірен знаходить приховану частину з давнім фресковим розписом. Потім вона, Ферн і Сенс спускаються на дно підземелля, де на них чекає група Денкена. Вони попереджають Фрірен про її копію та обговорюють методи її знищення. Однак вони розуміють, що Фрірен несприйнятлива до магії стримування та гіпнозу, тому їм доведеться знайти іншу слабкість. Група Едель натрапляє на копію Сенс. Едель намагається контролювати її розум, але копія не має розуму і не піддається контролю. Едель поранена і змушена розбити свою пляшку та втекти. Вона наказує своїм товаришам по команді відступити та попередити інших магів про те, що вони дізналися. В окремій сутичці група Вірбеля перемагає своїх копій, вибираючи вигідні пари для кожного члена. Не маючи інших ідей, Денкен і Фрірен роблять висновок, що груба сила — їхній єдиний варіант. Ферн пропонує, що за їхньої допомоги вона зможе вбити копію Фрірен. |                    | |                                               |                                               |                         |
| 25 | 25                 | «Фатальна вразливість» Транслітерація: «Chimeiteki na Suki» (яп. 致命的な隙)                                                           | Томоя Кітагава                                | Томоя Кітагава                                | 1 березня 2024          |
| Дюнсте повідомляє групам Денкена та Фрірен, що Едель відступила з підземелля і що контроль над розумом проти копій неможливий. На місце події прибувають Лавіна та Канне і розповідають, що монстр, з яким вони зіткнулися, — це Шпігель і що створені ним копії не мають унікальних слабкостей. Усі присутні доходять висновку, що копію Фрірен потрібно перемогти, перш ніж вони зможуть знищити Шпігеля. Перед боєм Ферн розкриває фатальну слабкість Фрірен: вона не може відчувати ману під час застосування заклинання, що є вразливістю, типовою для магів-початківців. Після обговорення Ферн і Фрірен обираються для протистояння копії Фрірен. Усі інші залишаються на місці, щоб захистити їх від можливих атак інших копій. Фрірен та її копія рівні за силою і Ферн чекає на слушний момент, щоб вдарити копію Зольтраком. У спогаді Фрірен передає Серіє заповіт від Фламме. У заповіті йдеться про те, що Фламме переконала людського імператора дозволити людям опановувати магію. Серіє зауважує, що це початок ери людей і зрештою людські маги зможуть перевершити навіть ельфів, таких як вона та Фрірен. У теперішньому часі Ферн завдає прямого удару по копії Фрірен Зольтраком на повній потужності. |                    | |                                               |                                               |                         |
| 26 | 26                 | «Вершина магії» Транслітерація: «Mahō no Takami» (яп. 魔法の高み)                                                                      | Хіротака Морі                                 | Кейічіро Сайто, Даікі Харашіна & Тору Івазава | 8 березня 2024          |
| Зольтрак Ферн не вбиває копію Фрірен. Фрірен визнає, що передбачала виживання своєї копії після атаки, зазначаючи, що це завжди мала бути битва на виснаження. Біля входу до фінальної частини підземелля Денкен і Методе визначають місцезнаходження решти копій і розробляють стратегію їхньої ліквідації. Маги протистоять своїм найкращим двійникам і успішно знищують велику кількість копій. Після успіху Лавіни та Ріхтера у знищенні копій Канне та Лавіни, на них влаштовує засідку копія Сенс, яка пронизує Ріхтера та Лавіну. Змушені розбити свої пляшки, Лавіна та Ріхтер вибувають з іспиту. Денкен, Ланд та Юбель прибувають на місце події та визначають свій подальший план дій. Юбель стверджує, що може перемогти Сенс, оскільки легко уявляє, як її ріжуча магія розсікає магію волосся Сенс. У спогаді Юбель вдалося розрізати навпіл мага першого класу, незважаючи на його неймовірно міцний зачарований одяг. Сенс пояснює, що Юбель сприймає одяг і волосся як щось, що вона може легко розрізати, тому вона повинна виграти бій проти своєї копії. У теперішньому часі Юбель вбиває копію Сенс. Методе розмовляє з групою Вірбеля та заручається їхньою підтримкою плану затримання інших копій, поки триває бій з копією Фрірен. Після того, як команда Денкена натрапляє на воскреслих копій, вони розуміють, що доки Шпігель не буде знищено, копії продовжуватимуть оживати. Фрірен створює отвір і Ферн завдає копії смертельного поранення. Однак, коли Ферн намагається добити копію, та контратакує телекінетичною здатністю, ледь не вбиваючи її. Вражена заклинанням, Ферн зауважує, що ця атака справді є вершиною магії. Фрірен добиває свою копію і вони переходять до знищення Шпігеля. Решта екзаменованих досягають дна підземелля і Сенс вітає їх з успішним проходженням другого іспиту. Тим часом невдалі екзаменовані чекають біля входу, поки їхні големи їх лікують. |                    | |                                               |                                               |                         |
| 27 | 27                 | «Ера людей» Транслітерація: «Ningen no Jidai» (яп. 人間の時代)                                                                         | Ка Хе Ім                                      | Нобухіде Карія                                | 15 березня 2024         |
| Ферн засмучена на Фрірен, вважаючи, що та не розуміє її емоцій. Ферн зізнається Штарку, що Фрірен попросила її замінити її посох, який зламався під час другого іспиту. Посох, подарунок від Гайтера, мав для Ферн велику сентиментальну цінність. Канне втішає Лавіну, яка сумує через те, що їй доведеться чекати ще три роки, перш ніж вона зможе знову спробувати скласти іспит першого класу, а Денкен підбадьорює Ріхтера. Фрірен приходить до крамниці після того, як Денкен йде і переконує Ріхтера відремонтувати посох Ферн. Після того, як Ферн і Штарк повертаються до готелю, Ферн знаходить свій відремонтований посох і згадує, як Гайтер розповідав їй про глибоку турботу Фрірен про інших. Починається третій іспит і всі учасники чекають інструкцій. Серіє каже, що особисто проведе фінальний іспит, оскільки через втручання Фрірен іспит склало більше екзаменованих, ніж передбачалося. Серіє вирішує провести індивідуальні співбесіди, щоб визначити, хто заслуговує на ліцензію. Фрірен каже Ферн, що Серіє судитиме кожного кандидата на основі власної інтуїції і що її інтуїція завжди правильна. Екзаменовані заходять по одному і Серіє оцінює їх з першого погляду. Вона одразу ж відмовляє Канне через слабку волю, а пізніше Лауфен, Дюнсте, Ере та Шрафу з подібних причин. Після того, як заходить Фрірен, Серіє також відмовляє їй, оскільки Фрірен не цікавиться бойовою магією. Серіє запитує Фрірен, як така, як вона, змогла перемогти Короля Демонів. Фрірен відповідає, що у неї були виняткові союзники і вона не змогла б досягти цього сама. Вона також зазначає, що цікаво, що заклинання квітів Фламме, яке ненавидить Серіє, надихнуло юного Гіммеля стати героєм і завербувати Фрірен до своєї групи. Потім заходить Ферн і помічає, що мана Серіє коливається подібно до мани Фрірен. Серіє бачить величезний потенціал у Ферн і просить її стати її ученицею, але Ферн відхиляє пропозицію. Не бажаючи відмовляти такій перспективній чарівниці, Серіє поступається і приймає Ферн. |                    | |                                               |                                               |                         |
| 28 | 28                 | «Було б соромно, якби ми знову зустрілися» Транслітерація: «Mata Atta Toki ni Hazukashīkara ne» (яп. また会ったときに恥ずかしいからね) | Кейічіро Сайто                                | Кейічіро Сайто                                | 22 березня 2024         |
| Співбесіда Серіє з рештою екзаменованих проходить гладко. Вона приймає Денкена, Методе, Вірбеля, Ланда та Юбель, або через достатню рішучість, щоб кваліфікуватися як маги першого класу, або через втілення рис войовничих магів, що відповідає особистій філософії Серіє щодо магії. Екзаменовані розходяться, одні радіють успіху інші засмучені трирічним очікуванням наступного іспиту. Ферн і Штарк зустрічають Денкена та Лауфен у пекарні, де разом насолоджуються солодощами. Денкен розповідає всім про свою покійну дружину. Фрірен розмовляє з Вірбелем, під час якої Вірбель пояснює свою віру в допомогу незнайомцям за покликом серця, під впливом прикладу Героя Гіммеля. Вірбель каже, що Гіммель показував приклад і допомагав багатьом селам у дрібних і буденних справах. У спогаді Айзен запитує Гіммеля, яка мета допомоги людям у незначних і дріб'язкових справах. Гіммель відповідає, що хоча ці завдання не врятують світ, він просто не може ігнорувати нікого, хто потребує допомоги прямо перед ним. Пізніше того ж вечора Ферн та інші успішні екзаменовані йдуть до Серіє, щоб отримати свої привілеї першого класу. Секретарка в будівлі асоціації пояснює, що Серіє заборонила Фрірен входити до будь-якої будівлі магічної асоціації на наступні тисячу років. Поки Штарк і Фрірен чекають на вулиці, до них підходить Лернен і просить поєдинку з Фрірен, щоб мати шанс залишитися в історії як її вбивця. Фрірен відмовляє і каже Лернену, що Серіє пам'ятає всіх своїх учнів, їхні особистості та їхні улюблені заклинання. Серіє робить це незалежно від того, чи залишили її учні слід в історії, що Лернен приймає близько до серця. Наступного ранку група Фрірен покидає Ейсерст, прощаючись із жителями міста. Фрірен запитує Ферн, яке заклинання вона попросила і та зізнається, що попросила заклинання для чищення одягу, що дуже розлютило Серіє. На мосту за містом Лавіна та Канне дякують Фрірен за допомогу і обидві групи прощаються одна з одною. Ферн зауважує, що прощання було досить швидким. У спогаді Гіммель пояснює, що не любить слізних прощань, бо вірить, що знову зустрінеться з цими людьми і було б соромно, якби вони нарешті знову зустрілися. Потім Фрірен та її група продовжують свою подорож до Енде. |                    | |                                               |                                               |                         |